# Episodi di A tutte le auto della polizia (prima stagione)
La prima stagione della serie televisiva A tutte le auto della polizia è stata trasmessa in anteprima negli Stati Uniti d'America dalla ABC tra l'11 settembre 1972 e il 19 marzo 1973.
In precedenza, il 7 marzo 1972, è stato mandato in onda l'episodio pilota.
| nº | Titolo originale               | Titolo italiano           | Prima TV USA      | Prima TV Italia |
| -- | ------------------------------ | ------------------------- | ----------------- | --------------- |
| 0  | Pilot                          |                           | 7 marzo 1972      |                 |
| 1  | Concrete Valley, Neon Sky      |                           | 11 settembre 1972 |                 |
| 2  | Dead, Like a Lost Dream        | La morte di un sogno      | 18 settembre 1972 |                 |
| 3  | The Informant                  |                           | 25 settembre 1972 |                 |
| 4  | The Commitment                 |                           | 2 ottobre 1972    |                 |
| 5  | Covenant with Death            |                           | 9 ottobre 1972    |                 |
| 6  | Time Is the Fire               | Non c'è tempo da perdere  | 16 ottobre 1972   |                 |
| 7  | The Bear That Didn't Get Up    | L'orso che non si svegliò | 23 ottobre 1972   |                 |
| 8  | Dirge for Sunday               |                           | 30 ottobre 1972   |                 |
| 9  | The Good Die Young             |                           | 13 novembre 1972  |                 |
| 10 | To Taste of Terror             | Il gusto del terrore      | 20 novembre 1972  |                 |
| 11 | A Deadly Velocity              |                           | 27 novembre 1972  |                 |
| 12 | A Bloody Shade of Blue         | Poliziotti nel mirino     | 11 dicembre 1972  |                 |
| 13 | A Very Special Piece of Ground |                           | 18 dicembre 1972  |                 |
| 14 | Rabbits on the Runway          |                           | 25 dicembre 1972  |                 |
| 15 | Tarnished Idol                 |                           | 8 gennaio 1973    |                 |
| 16 | Crossfire                      |                           | 15 gennaio 1973   |                 |
| 17 | Snow Job                       |                           | 29 gennaio 1973   |                 |
| 18 | Point of Impact                |                           | 5 febbraio 1973   |                 |
| 19 | Three Hours to Kill            |                           | 12 febbraio 1973  |                 |
| 20 | The Wheel of Death             | Telefono amico            | 19 febbraio 1973  |                 |
| 21 | Life Robbery                   |                           | 26 febbraio 1973  |                 |
| 22 | A Farewell Tree from Marly     |                           | 5 marzo 1973      |                 |
| 23 | Easy Money                     |                           | 19 marzo 1973     |                 |